# Verreries-de-Moussans
Verreries-de-Moussans település Franciaországban, Hérault megyében. Lakosainak száma 88 fő (2022. január 1.). Verreries-de-Moussans Labastide-Rouairoux, Boisset, Courniou, Ferrals-les-Montagnes, Rieussec és Saint-Pons-de-Thomières községekkel határos.

## Népesség
A település népessége az elmúlt években az alábbi módon változott:
| Lakosok száma | 252  | 113  | 106  | 98   | 92   | 94   | 97   | 95   | 95   | 88   |
|               | 1968 | 1982 | 1990 | 2006 | 2013 | 2015 | 2017 | 2019 | 2020 | 2022 |